# Гомбе (місто, Нігерія)
Гомбе (англ. Gombe) — місто на сході Нігерії, адміністративний центр штату Гомбе.

## Географія
Місто знаходиться в центральній частині штату, на захід від річки Гонгола (права притока річки Бенуе). Абсолютна висота - 420 метрів над рівнем моря .
Гомбе розташований на відстані приблизно 420 кілометрів на схід-північно-схід (ENE) від Абуджі, столиці країни.

## Населення
Динаміка чисельності населення міста за роками:
| 1991    | 2012    |
| ------- | ------- |
| 163 604 | 198 546 |

## Транспорт
Сполучення Гомбе з іншими містами Нігерії здійснюється за допомогою залізничного й автомобільного транспорту.
За 17 кілометрів на захід від міста розташований однойменний аеропорт (Gombe Lawanti International Airport).